# Ґітта Єнсен
Ґітта Єнсен (дан. Gitta Jensen, 18 липня 1972) — данська плавчиня.
Призерка Чемпіонату світу з водних видів спорту 1991 року.
Переможниця  Чемпіонату Європи з водних видів спорту 1991 року.